# Asha Lul Mohamud Yusuf
Asha Lul Mohamud Yusuf es una poeta somalí contemporánea. Vive en el exilio en Gran Bretaña desde hace más de 25 años.

## Trayectoria profesional
Yusuf  salió de Somalia en 1990 debido a la guerra civil en su país. The Sea-Migrations, escrito en somalí e inglés, fue considerado como uno de los mejores libros de poesía de 2017 del año por los poetas Jeremy Noel-Tod y Carol Rumens. Sus poemas expresan la desesperación por los conflictos en curso de Somalia, la importancia de los periodistas, el amor y la frustración con los líderes de su país de origen.  Yusuf es maestra de diversas formas de poesía somalí como gabay que utiliza la aliteración y el ritmo para transmitir su argumento. Es una figura relevante en la comunidad de la diáspora somalí a través de YouTube y WhatsApp. Presenta un programa de la televisión somalí con sede en el Reino Unido.

## Obras
- The Sea-Migrations: Tahriib. Traducido por Clare Pollard, Said Jama Hussein y Maxamed Xasan ‘Alto’. Bloodaxe Books, 2017.[6]
- Taste: Dookh. Traducido por  Maxamed Xasan ‘Alto’, Clare Pollard. The Poetry Translation Centre, 2012.